# 塞尔农河畔拉帕努斯
塞尔农河畔拉帕努斯（法語：Lapanouse-de-Cernon，法語發音：[lapanuz də sɛʁnɔ̃]）是法国阿韦龙省的一个市镇，属于米约区。

## 地理
塞尔农河畔拉帕努斯（43°59'45"N, 3°5'51"E）面积22.87 平方千米，位于法国奧克西塔尼大區阿韦龙省，该省份为法国南部内陆省份，位于法國中央高原南部，北起顺时针与康塔爾省、洛泽尔省、加尔省、埃罗省、塔恩省、塔恩-加龙省和洛特省接壤。
与塞尔农河畔拉帕努斯接壤的市镇（或旧市镇、城区）包括：普拉迪讷堡、拉卡瓦勒里、克雷塞尔、米约、塞尔农河畔圣厄拉利、维亚拉迪帕德若。

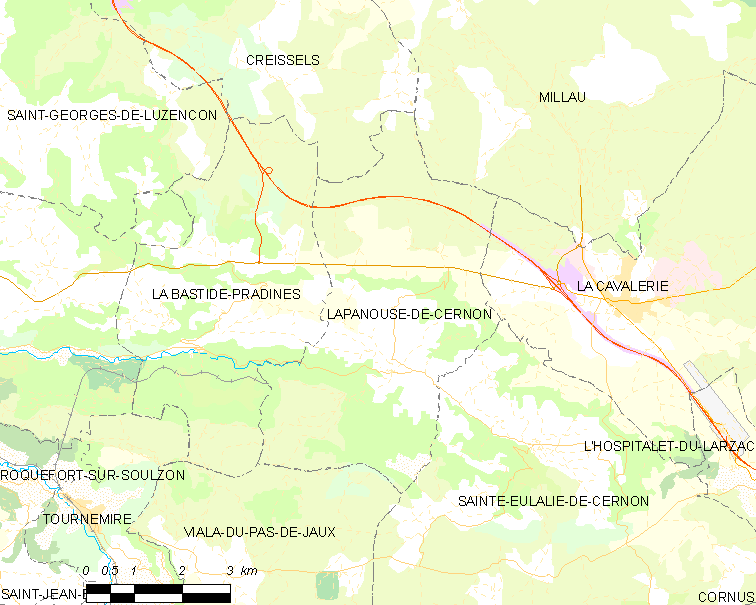
塞尔农河畔拉帕努斯的OSM定位图

塞尔农河畔拉帕努斯的时区为UTC+01:00、UTC+02:00（夏令时）。

## 行政
塞尔农河畔拉帕努斯的邮政编码为12230，INSEE市镇编码为12122。

## 政治
塞尔农河畔拉帕努斯所属的省级选区为科斯-鲁日耶县。

## 人口

1962-2008年间塞尔农河畔拉帕努斯人口变化图示

塞尔农河畔拉帕努斯于2022年1月1日时的人口数量为121人。